# پولکی
پولَکی یا پولِکی؛ یکی از سوغاتی‌ها و شیرینی‌های معروف اصفهان است. برای تهیه این شیرینی مقداری شکر را با نصف مقدار شکر آب و اندکی سرکه سفید مخلوط کرده (میتوان به جای سرکه سفید به ان جوهر لیمو اضافه کرد) و به مدت ۴۵ دقیقه روی اجاق می‌گذارند تا طلائی رنگ شود و بعد با قاشق آنها را روی سینی می‌ریزند و صبر می‌کنند تا سفت شود. از افزودنیهای دیگری مثل زعفران، لیموی عمانی خرد شده، پسته، کنجد، پودر نارگیل و… هم در مایع آن می‌توان استفاده کرد.
راه سنتی تهییه آن ریختن شکر در روی ماهی‌تابه با شعله ی کم هست.شکر ها آب میشود و تبدیل به پولکی میشود.
پولکی اصفهان یکی از فراورده‌های جانبی تولید نبات است که از شیره به‌جامانده از نبات درست می‌شود.